# Simon Bradstreet

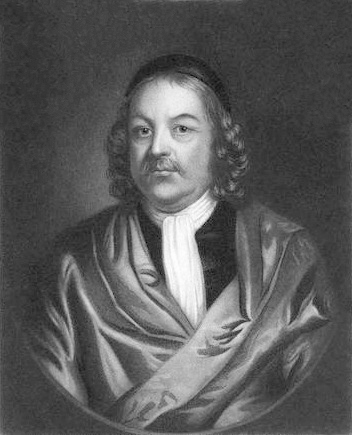
Auf einem Gemälde im Massachusetts State House basierende Gravur, die Simon Bradstreet zeigt.

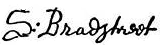
Unterschrift von Bradstreet

Simon Bradstreet (Geburtsdatum unbekannt, getauft am 18. Märzjul. / 28. März 1603greg. in Lincolnshire, England; † 27. Märzjul. / 6. April 1697greg. in Salem, Province of Massachusetts Bay) war ein Kolonialbeamter, Geschäftsmann, Diplomat und der letzte Gouverneur der Massachusetts Bay Colony. Er kam gemeinsam mit John Winthrop 1630 in Massachusetts an und engagierte sich bereits unmittelbar darauf in der Politik, jedoch sollte es bis 1679 dauern, bis er zum Gouverneur der Kolonie wurde. Er absolvierte eine Vielzahl von diplomatischen Missionen und diente als Agent der Krone in London sowie als Kommissar der New England Confederation. Politisch war er vergleichsweise moderat und vertrat Minderheitenmeinungen, die ein Recht auf Freie Meinungsäußerung und die Unterstützung von Karl II. nach dessen erneuter Thronbesteigung forderten.
Bradstreets Ehefrau Anne war die Tochter von Thomas Dudley. Aufgrund seines hohen Alters von 93 Jahren sprach Cotton Mather von ihm als Nestor Neuenglands. Zu seinen Nachkommen zählen unter anderem Oliver Wendell Holmes, Jr. und David Souter.

## Kindheit und frühe Karriere
Simon Bradstreet wurde als zweiter von drei Söhnen seiner Eltern Simon und Margaret Bradstreet geboren. Sein Vater hatte irische Vorfahren und war Rektor der Pfarrkirche in Lincolnshire. Der junge Simon übernahm die puritanischen religiösen Ansichten seines öffentlich als Nonkonformist auftretenden Vaters bereits sehr früh. Im Alter von 16 Jahren ging Bradstreet auf das Emmanuel College in Cambridge und studierte dort zwei Jahre lang, um nach seinem Abschluss als Bachelor of Arts im Jahr 1622 als Assistent von Thomas Dudley in die Dienste des Earl of Lincoln einzutreten.
Es ist umstritten, ob er von 1623 bis 1624 an das Emmanuel College zurückkehrte. In diesem Zeitraum ist zwar eine Person dieses Namens verzeichnet, die einen Abschluss als Master of Arts erhielt, jedoch ist der Genealoge Robert Anderson überzeugt, dass es sich nicht um denselben Mann handelt. John Preston, der seit 1622 sein Vormund war, empfahl Bradstreet als Hauslehrer für den damals 12-jährigen Lord Rich.
Bradstreet übernahm die Stelle von Dudley, als dieser 1624 nach Boston (Lincolnshire) zog. Nach dessen Rückkehr einige Jahre später diente Bradstreet kurzzeitig als Truchsess für Anne Neville und heiratete 1628 Dudleys zu diesem Zeitpunkt 16 Jahre alte Tochter Anne Bradstreet. Im gleichen Jahr gründete er mit weiteren Personen aus dem Umfeld des Earl of Lincoln die Massachusetts Bay Company mit dem Ziel, eine puritanische Kolonie in Nordamerika aufzubauen. Im April 1630 segelten die Bradstreets gemeinsam mit den Dudleys und dem kolonialen Gouverneur John Winthrop in Richtung Massachusetts Bay, wo sie Boston als Hauptstadt der Massachusetts Bay Colony gründeten.

## Massachusetts

### Massachusetts Bay Colony

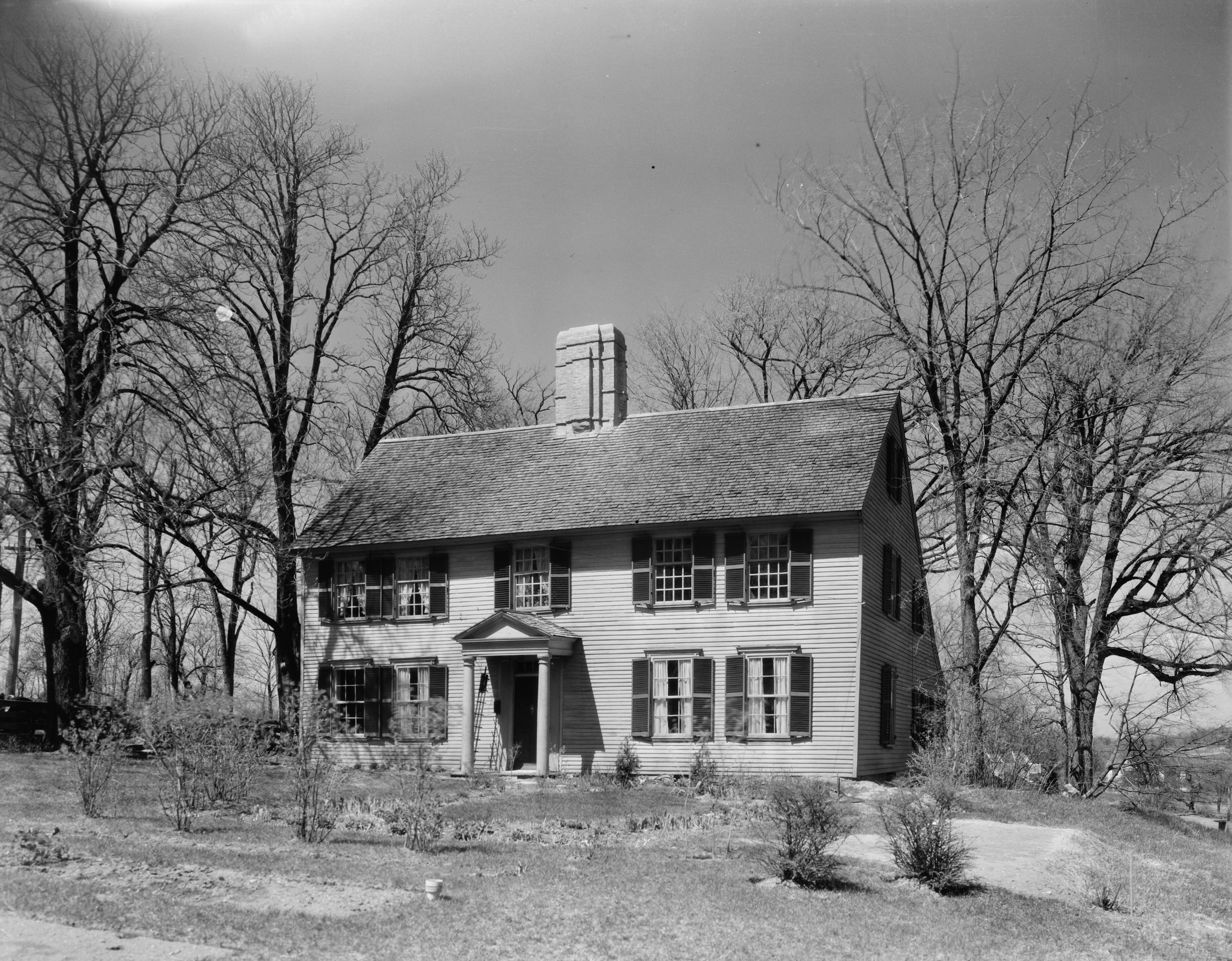
Von diesem heute in North Andover stehenden Haus nahm man lange Zeit an, dass es den Bradstreets gehört habe. Im 20. Jahrhundert wurde jedoch festgestellt, dass es erst 1715 errichtet wurde. Heute ist es als Parson Barnard House im NRHP eingetragen.

Nach einem kurzen Aufenthalt in Boston zog Bradstreet als Nachbar der Dudleys in sein erstes Haus in Newtowne (heute Cambridge) unmittelbar am heutigen Harvard Square. Im Jahr 1637 war er während des von 1636 bis 1638 andauernden antinomistischen Streits einer der Richter im Prozess von Anne Hutchinson, die für ihre Verbannung aus der Kolonie stimmten. 1639 wurde ihm ein Grundstück in Salem übertragen, in dessen Nähe auch John Endecott wohnte. Bradstreet lebte dort einige Zeit, bis er 1634 nach Ipswich und 1648 als einer der ersten Siedler nach Andover zog. 1666 wurde sein Haus vermutlich aufgrund der „Nachlässigkeit einer Magd“ durch ein Feuer zerstört.
Geschäftlich war Bradstreet sehr vielseitig orientiert. Er spekulierte unter anderem mit Grundstücken und investierte gemeinsam mit anderen Kolonisten in ein Schiff für den Küstenhandel. 1660 kaufte er Anteile an der Grundstücksentwicklungsgesellschaft Atherton Company, die im heutigen südlichen Rhode Island aktiv war. Dort stieg er bis in die Unternehmensführung auf und verteilte Handzettel, auf denen er die Grundstücke der Gesellschaft bewarb. Am Ende seines Lebens besaß Bradstreet Ländereien mit einer Gesamtgröße von 1.500 Acres (6,1 km²), die sich auf mehrere Einzelflächen in fünf Gemeinden der Kolonie verteilten. Es ist außerdem bekannt, dass er zwei Sklaven mit Namen Hannah und Billah hatte.

“If ever two were one, then surely we;
If ever man were loved by wife, then thee;
If ever wife was happy in a man,
Compare with me, ye women, if you can.
I prize thy love more than whole mines of gold,
Or all the riches that the East doth hold.”

Bradstreet war sehr in der Kolonialpolitik engagiert und vom ersten Zusammentreffen des kolonialen Rates bis 1644 Kolonialsekretär. Er zählte zu den moderaten Kräften und war gegen Gesetze und Gerichtsurteile, die Leute dafür bestraften, dass sie öffentlich Regierungsbeamte kritisierten. Er beteiligte sich auch nicht an der Hexen-Hysterie in Salem, die 1692 in die Hexenprozesse von Salem mündete.
Simon Bradstreet repräsentierte viele Jahre lang Massachusetts in der New England Confederation, die als Militärbündnis die Verteidigung der Kolonien in Neuengland koordinierte. Er sprach sich offen gegen mehrere militärische Aktionen aus, insbesondere gegen eine offizielle Intervention der Kolonie im akadischen Bürgerkrieg sowie gegen einen Angriff auf Nieuw Nederland während des Englisch-Niederländischen Kriegs (1652–1654). Ein höheres Amt in der Kolonialverwaltung erlangte er jedoch erst 1678 mit der Wahl zum Vizegouverneur unter John Leverett.
Bradstreet wurde mit einer Reihe diplomatischer Missionen betraut, um mit Siedlern, anderen englischen Kolonien und den Holländern in Nieuw Amsterdam zu verhandeln. 1650 wurde er nach Hartford in Connecticut entsandt, um bei der Aushandlung des Vertrags von Hartford zu helfen, der den Grenzverlauf zwischen den englischen Kolonien und Nieuw Amsterdam festlegte. In den folgenden Jahren konnte er mit Siedlern in York und Kittery vereinbaren, sich in die rechtliche Zuständigkeit von Massachusetts zu begeben.
Nach der Stuart-Restauration, die Karl II. zurück auf den englischen Thron brachte, wurde die Kolonialverwaltung zunehmend besorgt um ihre in der Charta gesicherten Rechte. 1661 saß Bradstreet einem Gesetzgebungsausschuss vor, um „Angelegenheiten wie Patentrechte, Privilegien und Pflichten gegenüber dem König zu erwägen und zu diskutieren.“ Der Ausschuss verfasste einen Brief an den König, der zum einen die kolonialen Rechte aus der Charta erneut aufzählte und zum anderen eine Loyalitätsbekundung an die Krone enthielt. Gemeinsam mit John Norton wurde Bradstreet auserwählt, den Brief persönlich an den König zu übergeben. Dieser erneuerte daraufhin die Charta, übergab beiden jedoch einen eigenen Brief mit Bedingungen für sein Einverständnis. Dazu zählte unter anderem, dass die Kolonie ihre religiöse Toleranz erweitern müsse, um die Church of England und religiöse Minderheiten wie die Quäker zu akzeptieren.
Bei ihrer Rückkehr nach Massachusetts wurden beide von den Hardlinern in der kolonialen Legislative hart kritisiert, jedoch verteidigte Bradstreet die Erfüllung der Wünsche des Königs als sicherste Verhaltensweise. Die Kolonie war darüber gespalten, wie man auf die Forderungen des Königs reagieren sollte; Bradstreet vertrat die moderate Position, dass es am besten sei, die Wünsche zu erfüllen. Die Hardliner konnten sich jedoch durchsetzen und behielten die in der Charta gesicherten Rechte bei. In den 1660er Jahren wurde die Kolonie unter dieser Maßgabe von den Gouverneuren John Endecott und Richard Bellingham regiert. Da der englische König in dieser Zeit durch einen erneuten Englisch-Niederländischen Krieg sowie durch die Innenpolitik ausgelastet war, konnte die Kolonie ihre Haltung bis in die Mitte der 1670er Jahre beibehalten. Das Verhältnis zwischen der Kolonie und dem König wurde endgültig zerstört, als der König seine Forderungen gleichlautend erneuerte und die Hardliner in der Kolonie sich erneut widersetzten.

### Zeit als Gouverneur

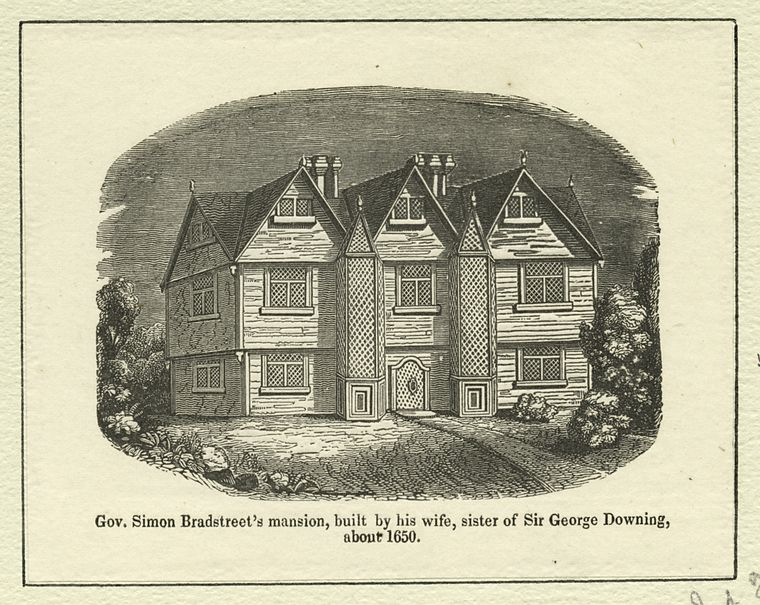
Die Bradstreet-Villa in Salem

Als John Leverett Anfang 1679 starb, wurde der bisherige Vizegouverneur Bradstreet sein Nachfolger. Leverett hatte sich gegen die Umsetzung der Forderungen des englischen Königs gestellt, und für einen Politikwechsel war es zu spät. Bradstreet war der letzte Gouverneur unter der ursprünglichen Charta. Sein Vizegouverneur Thomas Danforth gehörte ebenso wie Leverett zu den Gegnern der königlichen Forderungen, was das Regieren für Bradstreet nicht einfach machte.
Während seiner Amtszeit versuchte Edward Randolph, die Navigationsakten durchzusetzen, die einige Handelsformen der Kolonie für illegal erklärten. Diese Versuche wurden jedoch sowohl von den Kaufleuten als auch von mit ihnen sympathisierenden Kolonialbeamten blockiert, obwohl Bradstreet Randolph unterstützte. Juries verweigerten regelmäßig die Verurteilung von Schiffen, die gegen die neuen Gesetze verstießen, und in einem Fall versuchte Bradstreet dreimal, sie zu einem anderen Urteil zu überreden.
Schließlich gelangte der Massachusetts General Court zur Einsicht, dass er zur Umsetzung der neuen Gesetze eigene Mechanismen benötigte. 1681 wurde über die Errichtung eines Marine-Amt heftig gestritten, das von den moderaten Kräften unterstützt und von den Gegnern der Navigationsakten abgelehnt wurde. Das zu diesem Thema letztendlich verabschiedete Gesetz war ein Sieg für die Gegner, da es die Umsetzung der neuen Handelsgesetze wesentlich erschwerte und der Gefahr von Vergeltungsprozessen aussetzte. Bradstreet weigerte sich, dieses Gesetz zu unterzeichnen, was ihm zumindest teilweise dabei half, 1682 wiedergewählt zu werden. Er nutzte daraufhin seine juristische Autorität, um die Auswirkungen der neuen Gesetze weiter zu unterminieren.
Randolphs Drohungen, die Uneinsichtigkeit der Kolonie offiziell zu melden, veranlasste die Kolonialregierung, Gesandte nach England zu schicken, um den Fall zu diskutieren. Ihre Befugnisse waren jedoch begrenzt, und schon bald nach ihrem Eintreffen setzte das Board of Trade der Kolonie ein Ultimatum: Entweder solle den Unterhändlern weitere Befugnisse gewährt werden, zu denen auch Änderungen an der Charta gehörten, oder die Charta könnte für ungültig erklärt werden. Der General Court reagierte darauf mit Anweisungen an die Unterhändler, eine harte Linie einzunehmen. Es folgten ab 1683 Gerichtsprozesse, an deren Ende die Charta von Massachusetts am 23. Oktober 1684 formal für ungültig erklärt wurde.

### Das Dominion und zeitweilige Rückkehr als Gouverneur

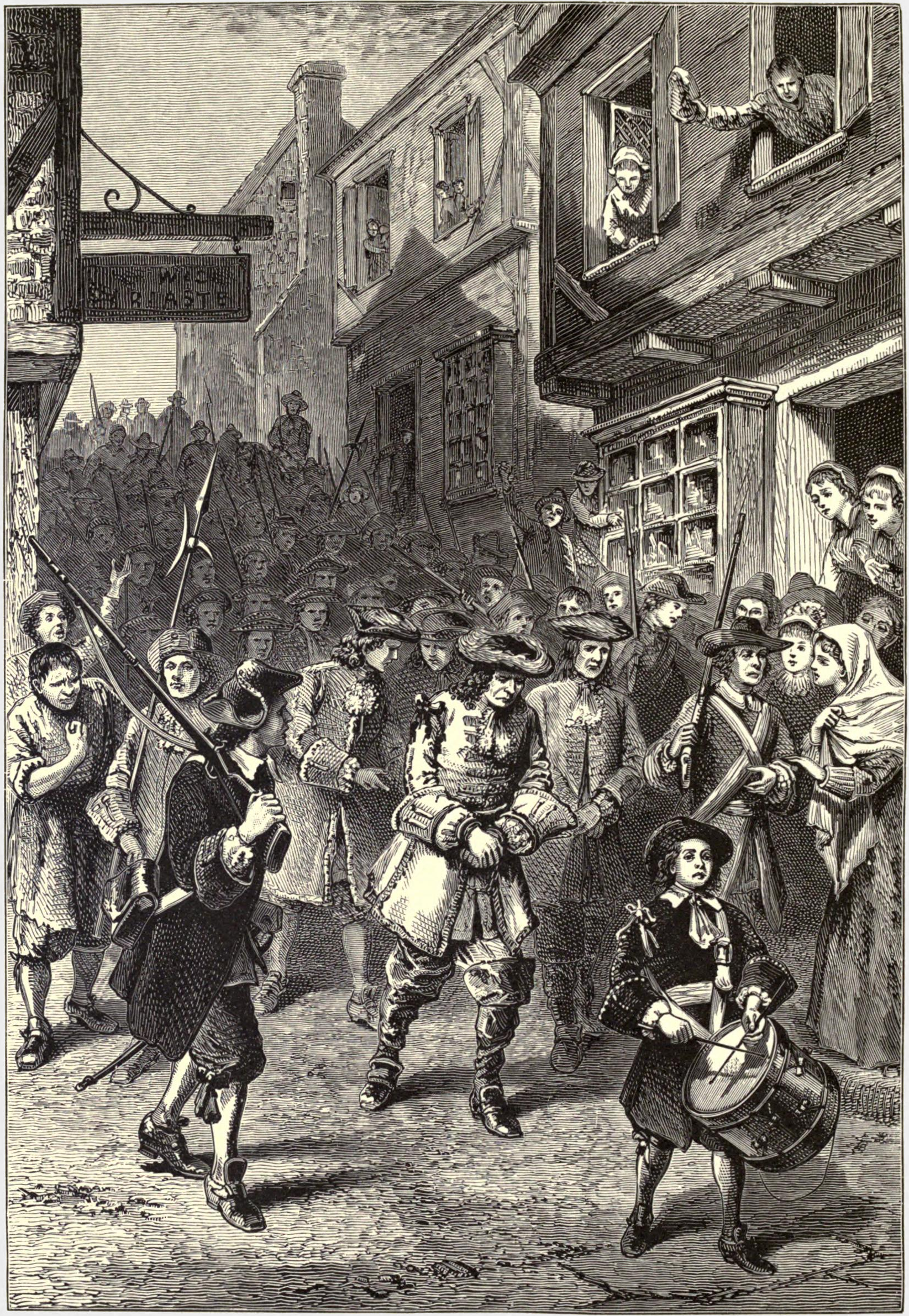
Darstellung der Verhaftung von Edmund Andros

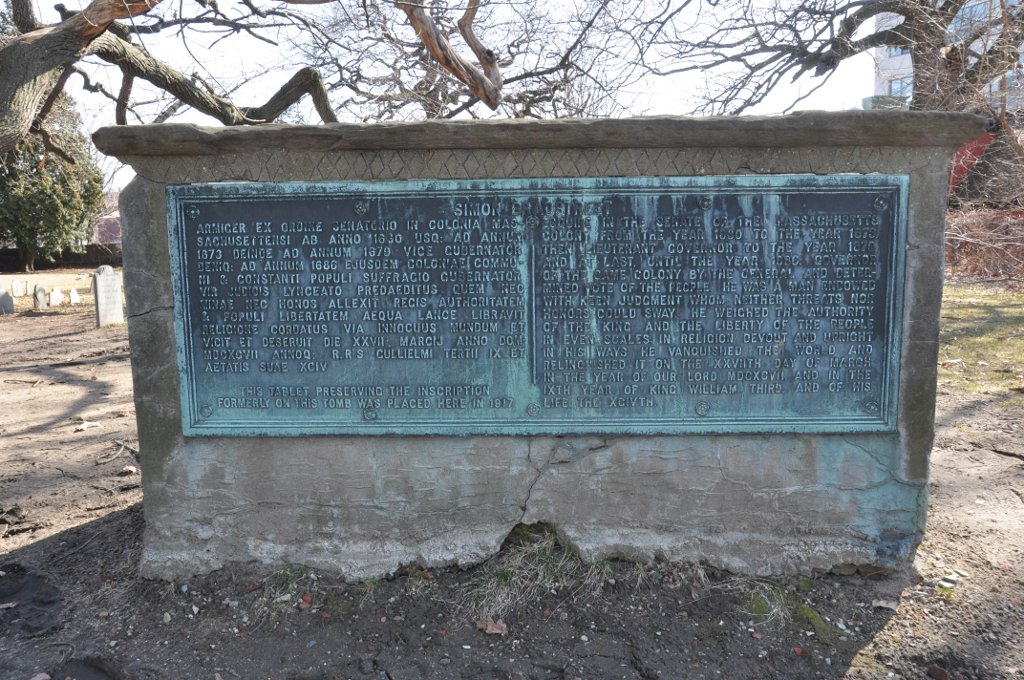
Das Grab von Bradstreet in Salem

1684 richtete Karl II. das Dominion of New England ein, das alle bisherigen Kolonien Neuenglands unter eine einheitliche Verwaltung stellte. Bradstreets Schwager Joseph Dudley wurde 1685 von Jakob II. als Ratspräsident in Neuengland eingesetzt und übernahm die Kontrolle der Kolonie im Mai 1686. Bradstreet selbst wurde eine Position im Kolonialrat angeboten, die er jedoch ablehnte. Im Dezember 1686 wurde Dudley durch Sir Edmund Andros ersetzt, der in Massachusetts schnell sehr unbeliebt wurde, da er unter anderem bestehende Eigentumsrechte an Grundstücken anzweifelte und Gebäude der Kongregationalen Kirchen beschlagnahmte, um sie der Church of England zur Verfügung zu stellen. Auch andere Kolonien des Dominion lehnten Andros als Gouverneur ab.
Bereits im Juni 1689, noch bevor die Nachricht über die im Dezember 1688 erfolgte Glorious Revolution Boston erreichte, gab es erste Tendenzen zu einem Aufstand gegen Andros. Nachdem Wilhelm III. gemeinsam mit Maria II. den englischen Thron bestiegen hatte, reichten die in London tätigen Repräsentanten für Massachusetts Increase Mather und Sir William Phips eine Petition bei den Königen und dem Board of Trade ein, in der sie die Wiedereinsetzung der Charta von Massachusetts forderten. Mather konnte zudem die Verzögerung der Nachricht an Andros über die Revolution bewirken. Er hatte bereits einen vor der Revolution vorbereiteten Brief an Bradstreet abgesendet, in dem er diesen darüber informierte, dass die Charta illegalerweise annulliert worden war und dass die Kolonisten „auf Veränderungen vorbereitet werden sollten“. Gerüchte über die Revolution erreichten die Kolonie jedoch bereits vor den offiziellen Nachrichten, und Bradstreet wird als einer der möglichen Organisatoren des darauf folgenden Aufstands in Boston angesehen. Er schrieb an diesem Tag einen offenen Brief an Andros, in dem er ihn zum Rücktritt aufforderte, um den Mob zu beruhigen. Der zwischenzeitlich nach Castle Island geflohene Andros ergab sich und wurde nach mehreren Monaten Gefangenschaft nach England gebracht, um ihn vor Gericht zu stellen.
Im Zuge der Verhaftung von Andros wurde ein Sicherheitsrat gebildet, dem Bradstreet als Präsident vorstand. Der Rat schrieb einen Brief an die gemeinsam regierenden Könige, der die Aktionen der Kolonie im gleichen Sinn rechtfertigte, in dem Wilhelm seinen Einmarsch in England verteidigt hatte. Ebenso entschied der Rat, zur Regierungsform unter der alten Charta zurückzukehren. Bradstreet wurde erneut zum Gouverneur bestimmt und jährlich bis 1692 wiedergewählt. Während dieser Zeit musste er die Kolonie gegen seine Widersacher verteidigen, die gegen die Wiedereinsetzung der Charta waren und die er in nach London gesendeten Briefen als „Querulanten“ und „Fremde, die Ärger machen“ bezeichnete. Die nördliche Grenze der Kolonie war zudem in den King William’s War verwickelt und dadurch regelmäßigen Angriffen der Indianer ausgesetzt. Bradstreet genehmigte 1690 die Feldzüge von William Phips gegen Akadien und Québec.
1691 gaben die englischen Könige Wilhelm und Maria eine Charta zur Gründung der Province of Massachusetts Bay heraus und ernannten Phips zu ihrem ersten Gouverneur. Bradstreet wurde eine Position im Rat der Provinz angeboten, die er jedoch ablehnte. Er starb 1697 im Alter von 93 Jahren in seinem Haus in Salem. Aufgrund seines hohen Alters bezeichnete ihn Cotton Mather auch als „Nestor von Neuengland“.

## Nachkommen und Erbe
Simon Bradstreet wurde auf dem Charter Street Burying Ground im Charter Street Historic District in Salem beerdigt. Die Gedichte seiner ersten, 1672 verstorbenen Frau Anne, die unter anderem auch ihre dauerhafte Zuneigung zu ihrem Ehemann ausdrücken, wurden bereits 1650 in England veröffentlicht. Sie hatten gemeinsam acht Kinder, von denen sieben die Kindheit überlebten. 1676 heiratete Bradstreet die verwitwete Ann Gardner.
Zu seinen zahlreichen Nachfahren gehören die Juristen Oliver Wendell Holmes, Jr. und David Souter, der ehemaligen US-Präsident Herbert Hoover, die ehemalige First Lady Jane Pierce und der Schauspieler Humphrey Bogart.